# Unterseeboot 133 (1941)
Pour les articles homonymes, voir Unterseeboot 133.
L'Unterseeboot 133 ou U-133 est un U-Boot (sous-marin) allemand de type VII.C utilisé par la Kriegsmarine pendant la Seconde Guerre mondiale.

## Historique
Mis en service le 5 juillet 1941, l'U-133 reçoit sa formation à Kiel au sein de la 7. Unterseebootsflottille jusqu'au 30 septembre 1941, puis il est affecté dans une formation de combat à Saint-Nazaire, toujours dans la 7. Unterseebootsflottille . Il rejoint la 23. Unterseebootsflottille sur l'Île de Salamine à partir du 1er janvier 1942.
L'U-133 réalise sa première patrouille, quittant le port de Kiel le 22 octobre 1941 sous les ordres du Kapitänleutnant Hermann Hesse et rejoint Saint-Nazaire le 26 novembre 1941, après 36 jours de mer.
L'Unterseeboot 133 a effectué trois patrouilles dans lesquelles il a coulé un navire de guerre de 1 920 tonneaux au cours de ses 72 jours en mer.
L'U-133 quitte Salamine en Méditerranée le 14 mars 1942 sous les ordres du Kapitänleutnant Eberhard Mohr. Il est coulé par une mine le même jour au large de l'île de Salamine à la position géographique de 37° 50′ N, 23° 35′ E.
Les 45 membres d'équipage meurent dans ce naufrage.

## Affectation
- 7. Unterseebootsflottille du 5 juillet au 30 septembre 1941 (entrainement)
- 7. Unterseebootsflottille du 1er octobre au 31 décembre 1941 (service actif)
- 23. Unterseebootsflottille du 1er janvier au 14 mars 1942 (service actif)

## Commandement
- Kapitänleutnant Hermann Hesse du 5 juillet 1941 au 1er mars 1942.
- Kapitänleutnant Eberhard Mohr du 2 mars au 14 mars 1942.

## Patrouilles
|       | Commandant           | Départ           | Départ          | Arrivée          | Arrivée         | Jours    | Succès  |
| ----- | -------------------- | ---------------- | --------------- | ---------------- | --------------- | -------- | ------- |
| 1     | Kptlt. Hermann Hesse | 22 octobre 1941  | Kiel            | 26 novembre 1941 | Saint-Nazaire   | 36 jours |         |
| 2     | Kptlt. Hermann Hesse | 16 décembre 1941 | Saint-Nazaire   | 26 décembre 1941 | Messina         | 11 jours |         |
|       | Kptlt. Hermann Hesse | 28 décembre 1941 | Messina         | 29 décembre 1941 | Messina         | 2 jours  |         |
|       | Kptlt. Hermann Hesse | 1er janvier 1942 | Messina         | 22 janvier 1942  | Île de Salamine | 22 jours | 1 920   |
| 3     | Kptlt. Eberhard Mohr | 14 mars 1942     | Île de Salamine | 14 mars 1942     | Coulé           | 1 jour   |         |
| Total | Total                | Total            | Total           | Total            | Total           | 72 jours | 1 920 t |

Note : Kptlt. = Kapitänleutnant

### OpérationsWolfpack
L'U-133 a opéré avec les Wolfpacks (meute de loups) durant sa carrière opérationnelle:
1. Stosstrupp (30 octobre 1941 - 4 novembre 1941)
2. Raubritter (5 novembre 1941 - 17 novembre 1941)
3. Störtebecker (17 novembre 1941 - 22 novembre 1941)

## Navires coulés
L'Unterseeboot 133 a coulé un navire de guerre de 1 920 tonneaux au cours de ses trois patrouilles (48 jours en mer).
| Date            | Nom du navire | Nationalité | Tonnage | Convoi | Fait  |
| --------------- | ------------- | ----------- | ------- | ------ | ----- |
| 17 janvier 1942 | HMS Gurkha    | Royal Navy  | 1 920   | MW-8B  | Coulé |